# Марісса Янссенс
Марісса Янссенс (англ. Marissa Janssens, 9 вересня 1988) — канадська ватерполістка. Срібна медалістка Чемпіонату світу з водних видів спорту 2009 року.